# Marcin Przybylski
Marcin Jerzy Przybylski (ur. 1 lipca 1975 w Warszawie) – polski aktor teatralny, telewizyjny i filmowy, reżyser teatralny i profesor sztuk teatralnych o specjalności gra aktorska. Wykładowca warszawskiej Akademii Teatralnej i krakowskiej Akademii Sztuk Teatralnych, wieloletni asystent prof. Mai Komorowskiej na Wydziale Aktorskim Akademii Teatralnej.

## Życiorys

### Wykształcenie
Studiował na Wydziale Aktorskim w warszawskiej Akademii Teatralnej. W roku akademickim 1997–1998 był stypendystą Ministra Kultury. W 2011 uzyskał stopień doktora habilitowanego.

### Kariera
Jest autorem muzyki do spektakli W małym dworku Witkacego (Akademia Teatralna – 1997) i Od...do...przez ... na podstawie tekstu Mirona Białoszewskiego (1998). W latach 1998–2003 występował na scenie warszawskiego Teatru Współczesnego, w którym zagrał m.in. w spektaklach: Łgarz Carlo Goldoniego (1998), Mieszczanin szlachcicem Moliera (1999–2000), Szkoła Żon Moliera (2000), Wielkanoc Augusta Strindberga (2001), Wniebowstąpienie Tadeusza Konwickiego (2002), Stracone zachody miłości Williama Szekspira (2003). Od 2003 związał się na stałe z Teatrem Narodowym.
W 2002 brał udział w wielu telewizyjnych widowiskach muzycznych: Pod dachami Paryża, A wszystko to ty (z piosenkami Marka Grechuty) i Smutne miasteczko w reżyserii Andrzeja Strzeleckiego.
Jest autorem scenariusza i wykonawcą muzodramu Bellatrix (premiera: 2001 w Teatrze Muzycznym Roma), który następnie został zarejestrowany przez Polskie Radio na płycie (2002). W maju 2006 powstał jego drugi muzodram pt. Vernix.
Zajął drugie miejsce w finale drugiej edycji programu rozrywkowego Polsatu Twoja twarz brzmi znajomo (2014).

## Filmografia
- 2020: Przyjaciółki – doktor Marek Biskupski (odc. 188)
- 2019: 39 i pół tygodnia – Nico, ojciec Bartka (odc. 1, 2)
- 2019: Na dobre i na złe – doktor Antek (odc. 748, 752)
- 2019: Planeta singli 3 – ksiądz Krzysztof
- 2018: Ojciec Mateusz – Krzysztof Krasowski (odc. 258)
- 2017: Lekarze na start – Przemysław Mazur, ojciec Marcina i Michała (odc. 14)
- od 2013: Na Wspólnej – Miro, kolega Szulca
- 2013: Ojciec Mateusz – Wroński, policjant z „drogówki” (odc. 119)
- 2013: Prawo Agaty – sierżant Tomasz Tomala (odc. 41)
- 2012: Na dobre i na złe – Piotr Masalak (odc. 486)
- 2012: Hotel 52 – Waldek „Vincent” Kozłowski (odc. 75)
- 2011–2012: Przepis na życie – Marcel Ostrowski, właściciel restauracji „Kardamon”
- 2011: Linia życia – Hubert Palewicz
- 2009: Czas honoru jako Franek, agent gestapo (odc. 24)
- 2009: Przystań – turysta
- 2008: Trzeci oficer – Kajetan Majdański
- 2003: Psie serce – głos psa Maksa
- 2000: Egoiści – Szeregowy „Ładny”
- 2000: Syzyfowe prace – Tadeusz Walecki
- 1999: Złotopolscy – akwizytor bielizny
- 1999: Egzekutor – handlarz bronią
- 1998: Spona – „Babas”
- 1998: Syzyfowe prace – Walecki
- 1997: Sposób na Alcybiadesa – „Babas”
- 1997: Dom – harcerz porwany z Powązek

## Polski dubbing

### Filmy i seriale
- 2024: Wallace i Gromit: Kwestia tycia i śmierci – Wallace
- 2019: Avengers: Koniec gry – Clint Barton / Hawkeye
- 2018: Mary Poppins powraca – Shamus
- 2015: Dragon Ball Super – Barry Kahn
- 2015: Kraina Jutra – Dave Clark
- 2015: Avengers: Czas Ultrona – Clint Barton / Hawkeye
- 2015: Paddington – Montgomery Clyde
- 2014: Noc w muzeum: Tajemnica grobowca – sir Lancelot
- 2014: Hobbit: Bitwa Pięciu Armii – Kili
- 2014: Totalna Porażka: Plejada gwiazd – Alejandro
- 2013: Hobbit: Pustkowie Smauga – Kili
- 2012: Hobbit: Niezwykła podróż – Kili
- 2012: Avengers – Clint Barton / Hawkeye
- 2011: Epoka lodowcowa: Mamucia gwiazdka – Pyszałek
- 2011: Giganci ze stali – Finn
- 2010: Zafalowani – Johnny
- 2010: Totalna Porażka w trasie – Alejandro
- 2010: Opowieści z Narnii: Podróż Wędrowca do Świtu – Ryczypisk
- 2009: Dzieci Ireny Sendlerowej – Jakub
- 2008: Opowieści na dobranoc – Mickey
- 2008: Opowieści z Narnii: Książę Kaspian – Ryczypisk
- 2007: Wojownicze Żółwie Ninja –
  - Casey Jones (wersja kinowa),
  - Michelangelo (wersja telewizyjna)
- 2007: Mój przyjaciel królik – Królik
- 2006: Pokémon: Diament i Perła – James
- 2006: Ōban Star Racers – Rick Thunderbolt
- 2006: Klasa 3000 – Sunny Bridges
- 2006: Pomocnik św. Mikołaja – Eryk
- 2006: Alex Rider: Misja Stormbreaker – Ian Rider
- 2005: Zebra z klasą – Perrus Trenton
- 2005: Roboty – Teks
- 2005: Lilo i Stich 2: Mały feler Sticha – David
- 2005: Scooby Doo na tropie Mumii
- 2005: Kim Kolwiek: Szatański plan – Ross Rabiaka
- 2005: Brenda i pan Whiskers – przywódca bandy Chojraków, role epizodyczne
- 2004: Pamiętnik księżniczki 2: Królewskie zaręczyny – Nicholas
- 2004: Pupilek – Denis
- 2003: Kim Kolwiek: Było, jest i będzie – Ross Rabiaka
- 2002: Kim Kolwiek – Ross Rabiaka
- 2002: Lilo i Stich – David Kawena
- 2002–2008: Naruto – Sasuke Uchiha
- 2001–2006: Liga Sprawiedliwych / Liga Sprawiedliwych bez granic – Flash
- 2001: Harry Potter i Kamień Filozoficzny – Firenzo
- 2001: Mroczne przygody Billy’ego i Mandy –
  - Nurgel (Nergal) (seria I i II),
  - Harold – tata Billy’ego (seria I i II)
- 2000–2003 X-Men: Ewolucja – Forge
- 2000: Łatek
- 2000: Franklin i zielony rycerz
- 2000: Spotkanie z Jezusem (wersja telewizyjna)
- 1999: Bob Budowniczy – Spychacz
- 1998–1999: Sonic Underground – Sonic
- 1996–2004: Tabaluga – Key
- 1994: Władca ksiąg
- 1994: Księżniczka łabędzi (wersja telewizyjna)
- 1992: Tęczowe rybki
- 1992: Batman – Anthony Romulus
- 1991: Ali Baba
- 1981: Lis i Pies – Dorosły Miedziak
- 1978: Władca Pierścieni – Meriadok „Merry” Brandybuck

### Gry komputerowe
- 2003: Robin Hood: Legenda Sherwood – Will Szkarłatny

## Odznaczenia
- Brązowy Krzyż Zasługi (16 maja 2011)[3]
- Brązowy Medal „Zasłużony Kulturze Gloria Artis” (7 października 2015)[4][5]

## Nagrody i wyróżnienia
Podczas studiów został laureatem 27. Festiwalu Artystycznego Młodzieży Akademickiej FAMA 1997 w Świnoujściu. Za rolę Jęzorego w przedstawieniu dyplomowym Witkacego W małym dworku w reżyserii Jana Englerta odebrał nagrodę przewodniczącego ZASP na XVI Festiwalu Szkół Teatralnych '98 w Łodzi.
W 2000 otrzymał nagrodę im. Tadeusza Łomnickiego. W 2001 zdobył wiele nagród podczas XXII Przeglądu Piosenki Aktorskiej we Wrocławiu: I nagrodę w konkursie aktorskiej interpretacji piosenki, nagrodę Ewy Demarczyk, nagrodę dziennikarzy, statuetkę Ucho Patrona i nagrodę „Andrzej 2001”. W 2001 został laureatem Nagrody Publiczności V Elbląskich Nocy Teatru i Poezji. W 2007 został uhonorowany nagrodą za rolę Fettesa w słuchowisku Hiena cmentarna na VII Festiwalu Teatru Polskiego Radia i Teatru Telewizji Polskiej „Dwa Teatry” w Sopocie. Na III Ogólnopolskim Konkursie na inscenizację dawnych dzieł literatury europejskiej otrzymał zespołową nagrodę aktorską (wspólnie z Magdaleną Warzechą, Wiktorem Korzeniewskim, Bartłomiejem Bobrowskim) za przedstawienie Spacerowicz (2008) Studia Teatralnego Koło w Warszawie.